# Comarca de Cervera
La Comarca de Cervera és una comarca de La Rioja, també coneguda com a comarca de l'Alhama-Linares, la zona més sud-oriental de la Rioja Baixa, amb límits amb Navarra i Soria. Está situada a la zona de Sierra. En els últims anys, s'ha produït un important èxode.
Núm. de municipis: 5
Superfície: 291,23 {\displaystyle Km^{2}}
Població (2007): 4.254 habitants
Densitat: 14,61 hab/{\displaystyle Km^{2}}
Latitud mitjana: 41º 59' 52" nord
Longitud mitjana: 2º 1' 40" oest
Altitud mitjana: 725,2 msnm

## Municipis de la comarca
- Aguilar del Río Alhama
- Cervera del Río Alhama
- Igea
- Navajún
- Valdemadera